# (1492) Oppolzer
(1492) Oppolzer – planetoida z pasa głównego asteroid okrążająca Słońce w ciągu 3 lat i 75 dni w średniej odległości 2,17 au. Została odkryta 23 marca 1938 roku w Obserwatorium Iso-Heikkilä w Turku przez Yrjö Väisälä. Nazwa planetoidy pochodzi od austriackiego astronoma Theodora von Oppolzera. Przed nadaniem nazwy planetoida nosiła oznaczenie tymczasowe (1492) 1938 FL.